# Петренко, Сергей Анатольевич (футболист)
Серге́й Анато́льевич Петре́нко (род. 7 июля 1955, Москва) — советский футболист, полузащитник, советский и российский тренер. Мастер спорта СССР международного класса (1976).

## Биография
Воспитанник московской ФШМ (с 1965 по 1972). Студент Высшего технического учебного заведения (с 1972 по 1975), затем Московского областного государственного института физкультуры.
В высшей лиге чемпионата СССР выступал за «Торпедо» (Москва), провёл 276 матчей (один из рекордсменов клуба), забил 23 мяча.
Тренер-преподаватель в Московском областном государственном институте физкультуры (1985). Обладает тренерской лицензией «PRO» (23 декабря 2005). Заслуженный тренер России. Увлекается большим теннисом, владеет французским языком.

### Семья
- Жена — Елена Александровна;
- Дети — Антон (1993) и Андрей (2001);
- Родители — Анатолий Васильевич (старший механик) и Тамара Игнатьевна (инженер-технолог).

## Достижения
- Чемпион СССР 1976 года (осень)
- Бронзовый призёр чемпионата СССР 1977 года.
- Финалист Кубка СССР 1977 и 1982 годов.
- Чемпион Европы среди молодёжных команд 1976 года.
- Удостоен приза «Лучший дебютант сезона» в 1975 году.
- В еврокубках провёл 13 игр, забил 1 гол.
- Лучший тренер зоны «Урал-Поволжье»: 2008.

## Тренерская карьера
- Тренер СК ФШМ «Лужники» (Москва) в 1985—1988 гг.
- Тренер Управления футбола Спорткомитета СССР в 1986—1987 гг.
- Тренер СК ЭШВСМ (Москва) в 1988—1989 гг., «Звезды» (Москва) в 1991 г.
- Главный тренер «Звезды» (Москва) в 1990 г.
- Главный тренер «Торпедо»-д (Москва) в январе 1992 г. — декабре 1996 г., «Торпедо-2» (Москва) в октябре 1998 г. — июле 2002 г.
- Тренер «Торпедо» (Москва) в январе 1992 г. — июле 1994 г., сентябре 1994 г. — ноябре 1995 г.
- И. о. главного тренера «Торпедо» (Москва) 27 июля — 1 сентября 1994 (и. о., 3 матча); 15 — 17 июля 2002 (и. о., 1 матч);
- Главный тренер «Торпедо-ЗИЛ» (Москва) в феврале 1997 г. — сентябре 1998 г.
- Главный тренер «Торпедо» (Москва) 18 июля 2002 г. — 17 сентября 2006 г.
- Главный тренер ФК «Даугава» (Даугавпилс) в декабре 2006 г. — 25 мая 2007 г.
- Главный тренер ФК «Волга» (Нижний Новгород) 7 декабря 2007 г. — 5 июня 2009 г.
- Главный тренер ФК «Тобол» (Костанай) 1 июня — 19 сентября 2011 г.
- Главный тренер ФК «Енисей» (Красноярск) 30 сентября 2013 г. — 18 мая 2014 г.
- Главный тренер ФК «Велес» (Москва) 29 апреля 2022 г. — 7 июня 2022 г.